# ファイザ・モクダル
ファイザ・モクダル（ Faiza Mokdar　2001年7月16日- ）はフランスの柔道選手。階級は57kg級。

## 経歴
2017年の世界カデ52㎏級で2位になった。2018年にはヨーロッパカデとヨーロッパジュニアで優勝するも、世界ジュニアでは5位にとどまった。その後階級を57㎏級に上げると、2020年にはヨーロッパジュニアで3連覇した。2021年のヨーロッパジュニアでは2位、世界ジュニアでも準々決勝でロシアのクセニヤ・ガリツカヤに敗れて3位だったが、団体戦では優勝した。グランドスラム・パリでは準決勝で舟久保遥香に合技で敗れるなどして5位だった。2022年のグランドスラム・パリでも準々決勝で玉置桃に反則負けするなどして5位だった。2024年のパリオリンピック代表にはなれなかったが、グランドスラム・パリでは準決勝で元世界チャンピオンであるカナダのジェシカ・クリムカイトを破ると、決勝でも世界チャンピオンであるカナダの出口クリスタを背負投で破って、IJFワールド柔道ツアー初優勝を飾った。世界団体では2位だった。
IJF世界ランキングは465ポイント獲得で71位(25/6/2現在)。

## 主な戦績
52㎏級での戦績
- 2017年 - 世界カデ　2位
- 2018年 - ヨーロッパカデ　優勝
- 2018年 - ヨーロッパジュニア　優勝
- 2018年 - 世界ジュニア　5位

57㎏級での戦績
- 2019年 - ヨーロッパジュニア　優勝
- 2020年 - ヨーロッパジュニア　優勝
- 2021年 - ヨーロッパジュニア　個人戦　2位　団体戦　優勝
- 2021年 - 世界ジュニア　個人戦　3位　団体戦　優勝
- 2021年 - グランドスラム・パリ　5位
- 2021年 - グランドスラム・アブダビ　3位
- 2022年 - グランドスラム・パリ　5位
- 2022年 - グランドスラム・テルアビブ　3位
- 2024年 - グランドスラム・パリ　優勝
- 2024年 -　グランドスラム・アンタルヤ　3位
- 2024年 - 世界団体　2位
- 2025年 - グランドスラム・パリ　5位
- 2025年 -　グランドスラム・アスタナ　優勝
- 2025年 - 世界団体　5位

(出典、JudoInside.com)